# Nekrolog 1130
Nekrolog
◄◄
| ◄
| 1126
| 1127
| 1128
| 1129
| 1130 | 1131 | 1132 | 1133 | 1134 | ► | ►►
Weitere Ereignisse | Allgemeiner Nekrolog 1130
Die Beschreibung der verstorbenen Person sollte so kurz wie möglich gehalten sein und nur deren signifikante Tätigkeit(en) enthalten.
Neue Namen ggf. auch unter dem Geburts- und Sterbedatum, also etwa unter 1. Januar und im Geburts- und Sterbejahr (2024) eintragen (nur bei entsprechender großer Wichtigkeit). Für Beispiele siehe die schon vorhandenen Artikel.
Außerdem über die fünf zuletzt Verstorbenen, zu denen es einen ausreichend guten Artikel für eine Präsentation auf der Hauptseite gibt, nach der todesbedingten Überarbeitung der Artikel ggf. auch unter Wikipedia Diskussion:Hauptseite informieren und sie am besten auch in den anderen Wikipedia-Sprachversionen eintragen. Tipp: Regelmäßig bei news.google.de nach „ist tot“, „gestorben“ oder „verstorben“ suchen.
Wenn eine Person gestorben ist, gibt es viele Seiten zu dieser Person in der Wikipedia, die davon auch betroffen sind und entsprechend aktualisiert werden müssen. Beispiele: Namenübersichtsseite, Geburtsjahr, Geburtsort-Seiten und viele mehr.
Wie finde ich die betroffenen Seiten?
Im Suchfeld auf der linken Seite gibt man den Suchbegriff so ein: „Vorname Nachname“. Dann klickt man auf Volltext und alle Seiten mit entsprechendem Suchtext werden aufgerufen. Hier sieht man dann schnell, wo auch das Todesjahr Sinn macht oder sogar ein Teil des Artikels angepasst werden muss. Auch hilft das „Werkzeug“ auf der linken Seite sehr gut, um solche Seiten aufzufinden: „Links auf diese Seite“. Somit ist die Wikipedia wieder aktuell in allen Bereichen! Hinweis: bei Eintragung der Kategorie „Gestorben JAHR“ wird der Missbrauchsfilter 49 ausgelöst, was jedoch nicht schlimm ist. Siehe: Spezial:Missbrauchsfilter/49
Dies ist eine Liste von im Jahr 1130 verstorbenen bekannten Persönlichkeiten. Die Einträge erfolgen innerhalb der einzelnen Daten alphabetisch sortiert. Tiere sind im Nekrolog für Tiere zu finden.

## Januar
| Tag       | Name                    | Beruf, bekannt als                                          | Alter | Beleg |
| --------- | ----------------------- | ----------------------------------------------------------- | ----- | ----- |
| 3. Januar | Burchard                | Bischof von Cambrai                                         |       |       |
| 7. Januar | Balderich von Bourgueil | französischer Abt, Bischof, Dichter und Prosaschriftsteller |       |       |

## Februar
| Tag         | Name         | Beruf, bekannt als | Alter | Beleg |
| ----------- | ------------ | ------------------ | ----- | ----- |
| 13. Februar | Honorius II. | Papst (1124–1130)  |       |       |

## März
| Tag      | Name                        | Beruf, bekannt als                                          | Alter | Beleg |
| -------- | --------------------------- | ----------------------------------------------------------- | ----- | ----- |
| 1. März  | Wenzel I.                   | mährischer Herzog von Olmütz (1126–1130)                    |       |       |
| 14. März | Berthold I. von Alvensleben | deutscher römisch-katholischer Bischof                      |       |       |
| 15. März | Udo IV.                     | Markgraf der Nordmark                                       |       |       |
| 26. März | Sigurd I.                   | norwegischer (Mit-)König                                    |       |       |
| 30. März | Diemut von Wessobrunn       | katholische Ordensschwester, Reklusin und Buchillustratorin |       |       |

## Mai
| Tag     | Name              | Beruf, bekannt als                       | Alter | Beleg |
| ------- | ----------------- | ---------------------------------------- | ----- | ----- |
| 15. Mai | Isidor von Madrid | Heiliger der römisch-katholischen Kirche |       |       |

## August
| Tag        | Name                    | Beruf, bekannt als                                 | Alter | Beleg |
| ---------- | ----------------------- | -------------------------------------------------- | ----- | ----- |
| 19. August | Bartholomäus von Simeri | griechischer Mönch, Klostergründer, Heiliger       |       |       |
| 20. August | Ibn Tumart              | Missionar und Begründer der Bewegung der Almohaden |       |       |

## Oktober
| Tag         | Name                   | Beruf, bekannt als                                                  | Alter | Beleg |
| ----------- | ---------------------- | ------------------------------------------------------------------- | ----- | ----- |
| 1. Oktober  | Meginher von Falmagne  | Erzbischof von Trier                                                |       |       |
| 7. Oktober  | Hermann II.            | Markgraf von Baden (1074–1130)                                      |       |       |
| 16. Oktober | Pedro González de Lara | spanischer Adliger, Geliebter der Königin Urraca von León-Kastilien |       |       |

## November
| Tag          | Name                      | Beruf, bekannt als                        | Alter | Beleg |
| ------------ | ------------------------- | ----------------------------------------- | ----- | ----- |
| 5. November  | Konrad I. von Dachau      | Graf von Scheyern-Dachau                  |       |       |
| 5. November  | Otto I. von Dachau-Valley | Graf von Scheyern-Dachau-Valley           |       |       |
| 11. November | Theresia von León         | Gräfin, Regentin und Königin von Portugal |       |       |
| 13. November | Adolf I.                  | Graf von Schauenburg und Holstein         |       |       |

## Datum unbekannt
| Tag | Name                   | Beruf, bekannt als                                                            | Alter | Beleg |
| --- | ---------------------- | ----------------------------------------------------------------------------- | ----- | ----- |
|     | Al-Amir                | zehnter Kalif der Fatimiden                                                   |       |       |
|     | Bohemund II.           | Fürst von Antiochia und Tarent                                                |       |       |
|     | Burchard I. von Loccum | Graf von Loccum, Graf im südlichen Ambergau und Vogt von Gandersheim und Clus |       |       |
|     | Heinrich Raspe I.      | Adliger aus dem Haus der Ludowinger                                           |       |       |
|     | Li Tang                | chinesischer Maler                                                            |       |       |
|     | Domenico Michiel       | 35. Doge von Venedig                                                          |       |       |
|     | Rupert I.              | Abt des Klosters Limburg a.d. Haardt                                          |       |       |
|     | Stephan von La Ferté   | Abt des Klosters Saint-Jean-en-Vallée und Patriarch von Jerusalem             |       |       |
|     | Symeon von Durham      | englischer Chronist                                                           |       |       |
|     | Thomas de Coucy        | Herr von Coucy, Marle, Vervins, Pinon, La Fère und Boves                      |       |       |
|     | Zhong Xiang            | chinesischer Schamane, Heiler und Rebellenführer                              |       |       |